# Embelia micrantha
Embelia micrantha är en viveväxtart som beskrevs av A. Dc. Embelia micrantha ingår i släktet Embelia och familjen viveväxter. Inga underarter finns listade i Catalogue of Life.